# Rzezawa (gmina)
Rzezawa – gmina wiejska w województwie małopolskim, w powiecie bocheńskim. W latach 1975–1998 gmina należała do województwa tarnowskiego. Jej siedzibą jest Rzezawa, położona w południowej części gminy.
Według danych z 31 grudnia 2017 roku gminę zamieszkiwało 11 239 osób.

## Demografia

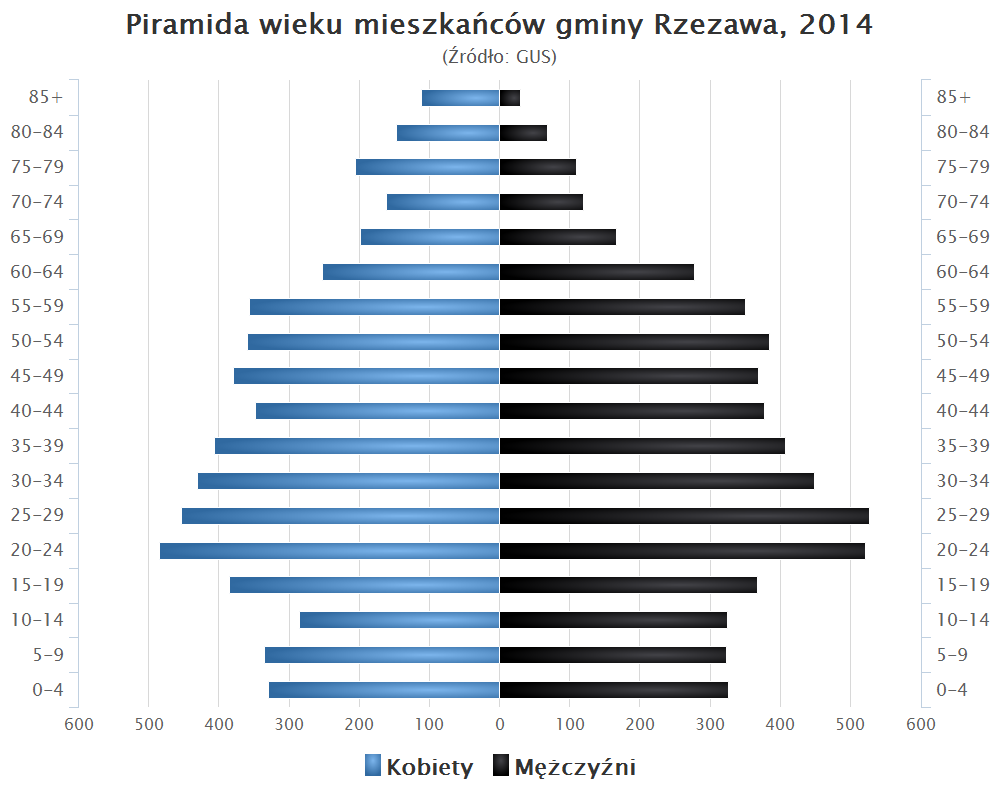
Piramida wieku mieszkańców gminy Rzezawa w 2014 roku

Dane z 30 czerwca 2004:
| Opis                              | Ogółem | Ogółem | Kobiety | Kobiety | Mężczyźni | Mężczyźni |
| --------------------------------- | ------ | ------ | ------- | ------- | --------- | --------- |
| jednostka                         | osób   | %      | osób    | %       | osób      | %         |
| populacja                         | 10 427 | 100    | 5296    | 50,8    | 5131      | 49,2      |
| gęstość zaludnienia (mieszk./km²) | 122    | 122    | 62      | 62      | 60        | 60        |

## Geografia
Gmina położona jest w Wojnickim członie Przedgórza Bocheńskiego. Pod względem geologicznym jest to sfałdowany, solonośny miocen, spiętrzony do wysokości 260–300 m n.p.m.

### Klimat
Występują tu dwa typy klimatu: podgórskich nizin i kotlin oraz podgórski. Średnia roczna temperatura wynosi 8–9 stopni Celsjusza, a sumy opadów wynoszą 700–750 mm. Przeważają wiatry z kierunków zachodnich.

### Podział administracyjny
W skład gminy wchodzą następujące sołectwa:
- Borek,
- Bratucice,
- Buczków,
- Dąbrówka,
- Dębina,
- Jodłówka,
- Krzeczów,
- Łazy,
- Okulice,
- Ostrów Królewski,
- Rzezawa.

### Struktura powierzchni
Według danych z roku 2002 gmina Rzezawa ma obszar 85,48 km², w tym:
- użytki rolne: 67%;
- użytki leśne: 27%.

### Sąsiednie gminy
- gmina Bochnia – od zachodu;
- miasto Bochnia – od zachodu;
- gmina Brzesko – od wschodu;
- gmina Szczurowa – od północy.

### Ochrona przyrody
Na terenie gminy występują dwa chronione obszary:
- Obszar Chronionego Krajobrazu Pogórza Wiśnickiego (Łazy);
- Bratucicki Obszar Chronionego Krajobrazu (część Borku, część Jodłówki, Dąbrówka, Buczków, Dębina, Okulice i Bratucice).

Gmina stanowi 13,54% powierzchni powiatu.

## Historia
Najstarszą wsią gminy są Okulice, o których pierwsze wzmianki pojawiają się już w XI w. W połowie XIV w. pojawiły się dobra krzeczowskie (Krzeczów, Borek, Jodłówka, Ostrów Królewski i Rzezawa). Najmłodszymi wsiami są powstałe w I połowie XV w. Bratucice, Buczków i Dąbrówka.
Przed 1282 rokiem klasztor Benedyktynek ze Staniątek posiadał Łazy i Gorzków. Zdecydowana większość wsi była królewszczyzną, a dobra szlacheckie stanowiły znikomy procent.
Po I rozbiorze obszar ten dostał się pod panowanie Austrii. Dobra krzeczowskie zaliczane były wtedy do dóbr stołowych dworu królewskiego, a zarządcą był wówczas Ignacy Dydyński. Po rozbiorze starosta utracił swoje dobra.
W 1835 Edward Homolacs zakupił: Borek, Buczków, Dębinę, Dąbrówkę i Ostrów Królewski. Resztę klucza krzeczowskiego (Jodłówkę, Krzeczów oraz Rzezawę) nabył podczas aukcji w 1840 Henryk Leopold Bondy. Bratucice i Okulice znajdowały się pod bezpośrednią administracją austriacką z siedzibą w Niepołomicach.
Po odzyskaniu niepodległości teren dzisiejszej gminy znajdował się w powiecie bocheńskim, w województwie krakowskim. Po reformie administracyjnej gmina weszła w obręb województwa tarnowskiego i objęła swym zasięgiem 8 wsi:
- Borek,
- Brzeźnicę,
- Gorzków,
- Jodłówkę,
- Krzeczów,
- Łazy,
- Ostrów Królewski,
- Rzezawę.

W roku 1976 zlikwidowano gminę Bogucice i przyłączono do Rzezawy 5 wsi: Buczków, Bratucice, Dąbrówkę, Dębinę i Okulice. W 1985 wyłączono sołectwa: Brzeźnica i Gorzków i włączono je do gminy Bochnia. W takim składzie administracyjnym gmina Rzezawa funkcjonuje do dziś.

## Oświata i kultura
- 7 przedszkoli (Borek, Bratucice, Dąbrówka, Jodłówka, Krzeczów, Łazy, Rzezawa);
- 7 szkół podstawowych (Borek, Dąbrówka, Jodłówka, Krzeczów, Okulice, Łazy, Rzezawa);
- 2 gimnazja (Dąbrówka, Rzezawa) i 1 oddział filialny (Łazy).
- Gminne Centrum Kultury Czytelnictwa i Sportu.

W gminie istnieje 7 świetlic. Ponadto przy świetlicy w Rzezawie znajduje się Gminna Biblioteka Publiczna, która posiada 3 filie (Buczków, Bratucice, Krzeczów).
W Okulicach działa orkiestra dęta.

## Sport
Dominującą dyscypliną jest piłka nożna. Poza tym popularnością cieszą się również szachy i tenis stołowy. W gminie działa 6 klubów sportowych:
- Błękitni Krzeczów;
- Borkowianka Borek;
- Ostrowianka Ostrów Królewski;
- GOSiR Novi-Rzezawianka;
- UKS Magnus;
- UKS Strzelec.